# Хью Магуайр (лорд Ферманы)
Аод Маг Уидхир, также известен как Хью Магуайр (ирл. Aodh Mag Uidhir, англ. Hugh Maguire; ? — 18 февраля 1600) — лорд Ферманы в Ирландии во время правления Елизаветы I и лидер древнего клана Магуайр. Он скончался, сражаясь против английского владычества во время Девятилетней войны.

## Ранняя карьера
Владения клана Магуайр находилась в южной части провинции Ольстер, в труднодоступной местности, так как она была покрыта лесами, озёрами и реками. Англичане делали спорадические попытки подчинить себе клан, а в 1586 году клан Магуайр сдался английской короне и был помилован в обмен на соглашение о выплате 500 тушек говядины англичанам, из которых 200 были выделены лорду-наместнику, сэру Джону Перроту. Хью Магуайр трижды приносил клятву на верность английской короне в Дублинском замке.
В 1587 году Хью Магуайр вместе с войсками Арта О’Нила атаковал и разграбил отряд шотландцев, вторгшихся в Англию. Когда они возвращались к реке Эрн, Магуайр напал на людей О’Нила и многих из них убил и ранил. В 1588 году он был в союзе с сэром Брайаном О’Рурком, Берками и испанцами из остатков Непобедимой армады. После этого он был вовлечен в заговор Хью О’Нила, 2-го графа Тирона, с целью убийства Кона Макшейна О’Нила, который обратился за защитой к лорду-заместителю, сэру Уильяму Фицуильяму.

## Лорд Фермана
В 1589 году Хью Магуайр стал преемником своего отца и унаследовал земли в Фермане с островами на озере Лох-Эрн, которые он считал неприступными. Уильям Фицуильям потребовал от Магуайра впустить в свои владения королевского шерифа, но получил отказ. Его аргумент состоял в том, что он уже заплатил 300 тушек говядины Уильяму Фицуильяму, чтобы тот не пускал шерифа. Тем не менее, английская колониальная администрация назначила шерифом капитана Уиллис с отрядом из 100 человек и поощряло и недовольных членов клана бросать вызов Хью Магуайру. В 1590 году Магуайр загнал шерифа и его людей в церковь и осадил их там, после чего граф Тирон вмешался, чтобы спасти осажденных от смерти. Затем английский наместник Уильям Фицуильям вторгся в графство Фермана, объявил Магуайра предателем и захватил Эннискиллен.
Поощряемый католическим архиепископом Армы Эдмундом Макгораном, но против которого выступил Тирон, Хью Магуайр сразу же вторгся в Коннахт и встретился с армией сэра Ричарда Бингема, президента провинции, в середине лета. В битве при Талске произошла битва между англичанами и ирландцами. Люди Ричард Бингема бежали в свой лагерь, а Хью Магуайр преследовал их, но был отбит и в свою очередь преследован. Ирландцы потеряли Макгорана, англичане — Уильяма Клиффорда. Хью Магуайр удалился в свою страну со значительной добычей.
В конце 1593 года Хью Магуайр был ранен при попытке помешать сэру Генри Багеналу и графу Тирону переправиться через реку Эрн. В июне следующего года он осадил Эннискиллен вместе с Хью Роэ О’Доннеллом, лордом Тирконнелла. Сэр Генри Дюк попытался освободить гарнизон, но Магуайр перехватил его у реки Арни и разбил в битве. В следующем году он опустошил графство Каван и снова был объявлен англичанами предателем.

## Девятилетняя война
Во время Девятилетней войны (1595—1603) Хью Магуайр участвовал в битве при Клонтибрете в 1595 году, где англичане потерпели серьёзное поражение, и командовал кавалерией в битве при Маллагбрэке в 1596 году. В 1598 году он принял командование в битве у Жёлтого Брода, в которой Генри Багенал был убит, а английская армия уничтожена. В 1599 году он участвовал в набеге на Томонд и захватил замок Инчикуин, графство Клэр. В начале 1600 года он командовал кавалерией графа Хью Тирона в военной кампании в Лейнстере и Манстере. 18 февраля 1600 года в окрестностях Корка его перехватил сэр Уорэм Сент-Леджер. Хью Магуайр убил своего противника, но через несколько часов умер от полученных ран.
Смерть Хью Магуайра стала ударом по мятежникам. У него были образованные и продвинутые представления о кавалерийской войне, как и у Сен-Леджера, и их встреча была столь же умственной, сколь и силовой.

## Наследие
Магуайр женился на Маргарет О’Нил, дочери графа Тирона, но ему наследовал его младший брат Кухоннахт Магуайр. После нарушения короной условий Меллифонтского договора он вместе с Хью О’Нилом, графом Тироном, покинул Ирландию и отправился на континент во время бегства графов в 1607 году, умерев в Генуе в августе 1608 года. После этого почти вся Фермана была конфискована английской короной и заселена в основном английскими поселенцами и шотландцами из равнин, особенно пограничными рейверами.